# Olympische Winterspiele 1976/Teilnehmer (Norwegen)
| Gelbes Symbol für Goldmedaillen mit stilisierten Olympischen Ringen | Graues Symbol für Silbermedaillen mit stilisierten Olympischen Ringen | Braundes Symbol für Bronzemedaillen mit stilisierten Olympischen Ringen |
| ------------------------------------------------------------------- | --------------------------------------------------------------------- | ----------------------------------------------------------------------- |
| 3                                                                   | 3                                                                     | 1                                                                       |

Norwegen nahm an den Olympischen Winterspielen 1976 im österreichischen Innsbruck mit einer Delegation von 42 Athleten, 35 Männer und 7 Frauen, teil.
Seit 1924 war es die zwölfte Teilnahme Norwegens bei Olympischen Winterspielen.

## Flaggenträger
Der Langläufer Pål Tyldum trug die Flagge Norwegens während der Eröffnungsfeier im Bergiselstadion.

## Medaillen
Mit je drei gewonnenen Gold- und Silber- sowie einer Bronzemedaille belegte das norwegische Team Platz 4 im Medaillenspiegel.

### Gold
- Eisschnelllauf
  - Jan Egil Storholt: Männer, 1500 m
  - Sten Stensen: Männer, 5000 m
- Ski Nordisch
  - Ivar Formo: Männer, Langlauf, 50 km klassisch

### Silber
- Eisschnelllauf
  - Jørn Didriksen: Männer, 1000 m
  - Sten Stensen: Männer, 10.000 m
- Ski Nordisch
  - Pål Tyldum, Einar Sagstuen, Ivar Formo und Odd Martinsen: Männer, Langlauf, 4 × 10-km-Staffel

### Bronze
- Eisschnelllauf
  - Lisbeth Korsmo: Frauen, 3000 m

## Teilnehmer nach Sportarten

### Biathlon
Männer
- Svein Engen
20 km: 20. Platz – 1:14:27,24 h; 7 Fehler
4 × 7,5 km Staffel: 5. Platz – 2:05:10,28 h; 6 Fehler
- Terje Hanssen
4 × 7,5 km Staffel: 5. Platz – 2:05:10,28 h; 6 Fehler
- Kjell Hovda
20 km: 18. Platz – 1:21:24,45 h; 5 Fehler
4 × 7,5 km Staffel: 5. Platz – 2:05:10,28 h; 6 Fehler
- Tor Svendsberget
20 km: 9. Platz – 1:18:10,13 h; 3 Fehler
4 × 7,5 km Staffel: 5. Platz – 2:05:10,28 h; 6 Fehler

### Eisschnelllauf
Frauen
- Lisbeth Korsmo-Berg
1500 m: 4. Platz – 2:18,99 min
3000 m:  – 4:45,24 min
- Sigrid Sundby Dybedahl
500 m: 16. Platz – 45,00 s
1000 m: 18. Platz – 1:33,05 min
1500 m: 11. Platz – 2:21,85 min

Männer
- Sten Stensen
5000 m:  – 7:24,48 min
10.000 m:  – 14:53,30 min
- Jan Egil Storholt
500 m: 28. Platz – 1:18,00 s
1500 m:  – 1:59,38 min
5000 m: 9. Platz – 7:40,60 min
10.000 m: 14. Platz – 16:06,37 min
- Jørn Didriksen
1000 m:  – 1:20,45 min
- Terje Andersen
1000 m: 16. Platz – 1:22,92 min
1500 m: 15. Platz – 2:04,65 min
- Amund Sjøbrend
5000 m: 13. Platz – 7:48,28 min
10.000 m: 10. Platz – 15:43,29 min
- Kay Arne Stenshjemmet
500 m: 21. Platz – 40,94 s
1000 m: 22. Platz – 1:24,71 min
1500 m: 11. Platz – 2:03,75 min
- Arnulf Sunde
500 m: 6. Platz – 39,78 s

### Rodeln
Männer, Einsitzer
- Bjørn Dyrdahl
36. Platz – 3:47,044 min
- Morten Nordeide Johansen
20. Platz – 3:36,879 min
- Christian Strøm
22. Platz – 3:38,792 min

Männer, Doppelsitzer
- Asle Strand/Helge Svensen
13. Platz – 1:28,454 min
- Eilif Nedberg/Martin Ore
15. Platz – 1:29,278 min

### Ski Alpin
Frauen
- Torill Fjeldstad
Abfahrt: 27. Platz – 1:52,99 min
Riesenslalom: 31. Platz – 1:36,00 min
Slalom: DNF

Männer
- Erik Håker
Abfahrt: 25. Platz – 1:49,19 min
Riesenslalom: DNF
Slalom: 26. Platz – 2:17,86 min
- Odd Sørli
Riesenslalom: DNF
Slalom: DNF

### Ski Nordisch

#### Langlauf
Frauen
- Berit Aunli-Kvello
5 km: 17. Platz – 16:57,12 min
10 km: 18. Platz – 32:17,60 min
4 × 5 km Staffel: 5. Platz – 1:11:09,08 h
- Berit Johannessen
5 km: 20. Platz – 17:04,25 min
10 km: 23. Platz – 32:46,76 min
4 × 5 km Staffel: 5. Platz – 1:11:09,08 h
- Grete Kummen
5 km: 8. Platz – 16:35,43 min
10 km: 15. Platz – 32:02,59 min
4 × 5 km Staffel: 5. Platz – 1:11:09,08 h
- Marit Myrmæl
5 km: 18. Platz – 17:02,21 min
10 km: 24. Platz – 32:47,21 min
4 × 5 km Staffel: 5. Platz – 1:11:09,08 h

Männer
- Ivar Formo
15 km: 5. Platz – 45:29,11 min
30 km: 11. Platz – 1:33:01,68 h
50 km:  – 2:37:30,05 h
4 × 10 km Staffel:  – 2:09:58,36 h
- Odd Martinsen
15 km: 8. Platz – 45:41,33 min
30 km: 9. Platz – 1:32:38,91 h
4 × 10 km Staffel:  – 2:09:58,36 h
- Einar Sagstuen
4 × 10 km Staffel:  – 2:09:58,36 h
- Pål Tyldum
15 km: 20. Platz – 46:50,57 min
50 km: 7. Platz – 2:42:21,86 h
4 × 10 km Staffel:  – 2:09:58,36 h
- Per Knut Aaland
50 km: 6. Platz – 2:41:18,06 min
- Oddvar Brå
30 km: 19. Platz – 1:34:59,57 h
50 km: DNF
- Magne Myrmo
15 km: 55. Platz – 49:26,89 min
30 km: 23. Platz – 1:35:33,34 h

#### Nordische Kombination
Männer
- Arne Bystøl
27. Platz
- Stein Erik Gullikstad
22. Platz
- Tom Sandberg
8. Platz
- Pål Schjetne
9. Platz

#### Skispringen
- Per Bergerud
Normalschanze: 43. Platz – 204,0 Punkte
Großschanze: 26. Platz – 179,7 Punkte
- Finn Halvorsen
Normalschanze: 37. Platz – 206,3 Punkte
Großschanze: 35. Platz – 173,2 Punkte
- Odd Hammernes
Normalschanze: 33. Platz – 208,3,8 Punkte
Großschanze: 50. Platz – 142,3 Punkte
- Johan Sætre
Normalschanze: 18. Platz – 222,5 Punkte
Großschanze: 13. Platz – 195,2 Punkte